# Ali Al-Beshari
Ali Al-Beshari (en árabe: علي البشاري‎; Benghazi, Libia, 1962) es un exfutbolista de Libia que jugaba en las posiciones de defensa y delantero.

## Carrera

### Club
Jugó toda su carrera con el Al-Ahly Benghazi de 1978 a 1997, con el que fue campeón nacional en 1992 y ganó dos copas nacionales.

### Selección nacional
Jugó para Libia en 60 ocasiones de 1982 a 1992 y anotó nueve goles; fue finalista en la Copa Africana de Naciones 1982 donde fue seleccionado en el equipo ideal del torneo.

## Logros

### Club
- Liga Premier de Libia (1): 1991/92
- Copa de Libia (2): 1987, 1991

### Individual
- Equipo Ideal de la Copa Africana de Naciones 1982.